# Prezydenci Nepalu
Prezydent Nepalu jest najwyższą konstytucyjnie osobą w państwie. Pełni także funkcję zwierzchnika sił zbrojnych oraz posiada prawo ogłoszenia stanu wyjątkowego w porozumieniu z szefem rządu. Jednakże w myśl tymczasowej konstytucji pełni głównie rolę ceremonialną.

## Geneza
28 maja 2008 Zgromadzenie Konstytucyjne, wybrane w wyborach parlamentarnych w kwietniu 2008, oficjalnie zniosło monarchię i rządy króla Gyanendry w Nepalu. Tymczasową głową państwa został urzędujący premier Girija Prasad Koirala. Tego samego dnia trzy główne partie polityczne, Komunistyczna Partia Nepalu (Maoistowska), Kongres Nepalski i Komunistyczna Partia Nepalu (Zjednoczenie Marksistowsko-Leninowskie), uzgodniły utworzenie stanowiska prezydenta Nepalu.
Na mocy 5. poprawki do tymczasowej konstytucji nepalskiej, przyjętej przez Zgromadzenie Konstytucyjne 14 lipca 2008, prezydent i wiceprezydent Nepalu są wybierani przez parlament zwykłą większością głosów (poprzednio większością 2/3 głosów).

## Lista prezydentów Nepalu
| Osoba | Osoba                             | Osoba   | Kadencja             | Kadencja             | Partia polityczna                                                    |
| #     | Imię i nazwisko                   | Portret | Od                   | Do                   | Partia polityczna                                                    |
| ----- | --------------------------------- | ------- | -------------------- | -------------------- | -------------------------------------------------------------------- |
| –     | Girija Prasad Koirala (1925–2010) |         | 15 stycznia 2007     | 23 lipca 2008        | Kongres Nepalski                                                     |
| 1     | Ram Baran Yadav (1948-)           |         | 23 lipca 2008        | 29 października 2015 | Kongres Nepalski                                                     |
| 2     | Bidhya Devi Bhandari (1961-)      |         | 29 października 2015 | 13 marca 2023        | Komunistyczna Partia Nepalu (Zjednoczenie Marksistowsko-Leninowskie) |
| 3     | Ram Chandra Poudel (1944-)        |         | 13 marca 2023        | nadal urzęduje       | Kongres Nepalski                                                     |